# Gadzhyushagy
Gadzhyushagy är en ort i Azerbajdzjan.   Den ligger i distriktet Ağsu Rayonu, i den centrala delen av landet, 120 km väster om huvudstaden Baku. Gadzhyushagy ligger 15 meter över havet och antalet invånare är 435.
Terrängen runt Gadzhyushagy är platt, och sluttar söderut. Närmaste större samhälle är Kyandoba, 4,0 km norr om Gadzhyushagy.
Trakten runt Gadzhyushagy består till största delen av jordbruksmark. Runt Gadzhyushagy är det ganska tätbefolkat, med 60 invånare per kvadratkilometer.